# República Centroafricana en los Juegos Paralímpicos de Pekín 2008
La República Centroafricana estuvo representada en los Juegos Paralímpicos de Pekín 2008 por un deportista masculino. El equipo paralímpico centroafricano no obtuvo ninguna medalla en estos Juegos.